# R410A
Pour les articles homonymes, voir R410.
Le R410A est un fluide frigorifique remplaçant le R22 selon le Protocole de Montréal pour des applications de froid positif (au-dessus de 0 °C) comme la climatisation ou les sécheurs d'air comprimé.
Il est composé à 50 % de R32 (difluorométhane) et à 50 % de R125 (pentafluoroéthane).
C'est un gaz à effet de serre puissant (PRG = 2 087,5[réf. souhaitée]).
Il ne contribue pas à la destruction de la couche d'ozone stratosphérique.
Il est aussi utilisé dans les domaines du CVC pour ses propriétés frigorifiques. Il est non inflammable et est approprié pour des locaux informatiques, par exemple.